# أوليمبيا بوخارست
نادي أوليمبيا بوخارست (بالإنجليزية: Olympia Bucureşti)‏ نادي كرة قدم روماني . تم تأسيس النادي في سنة 1904 وتم حله في سنة 1946 .